# 여정의 두루마리

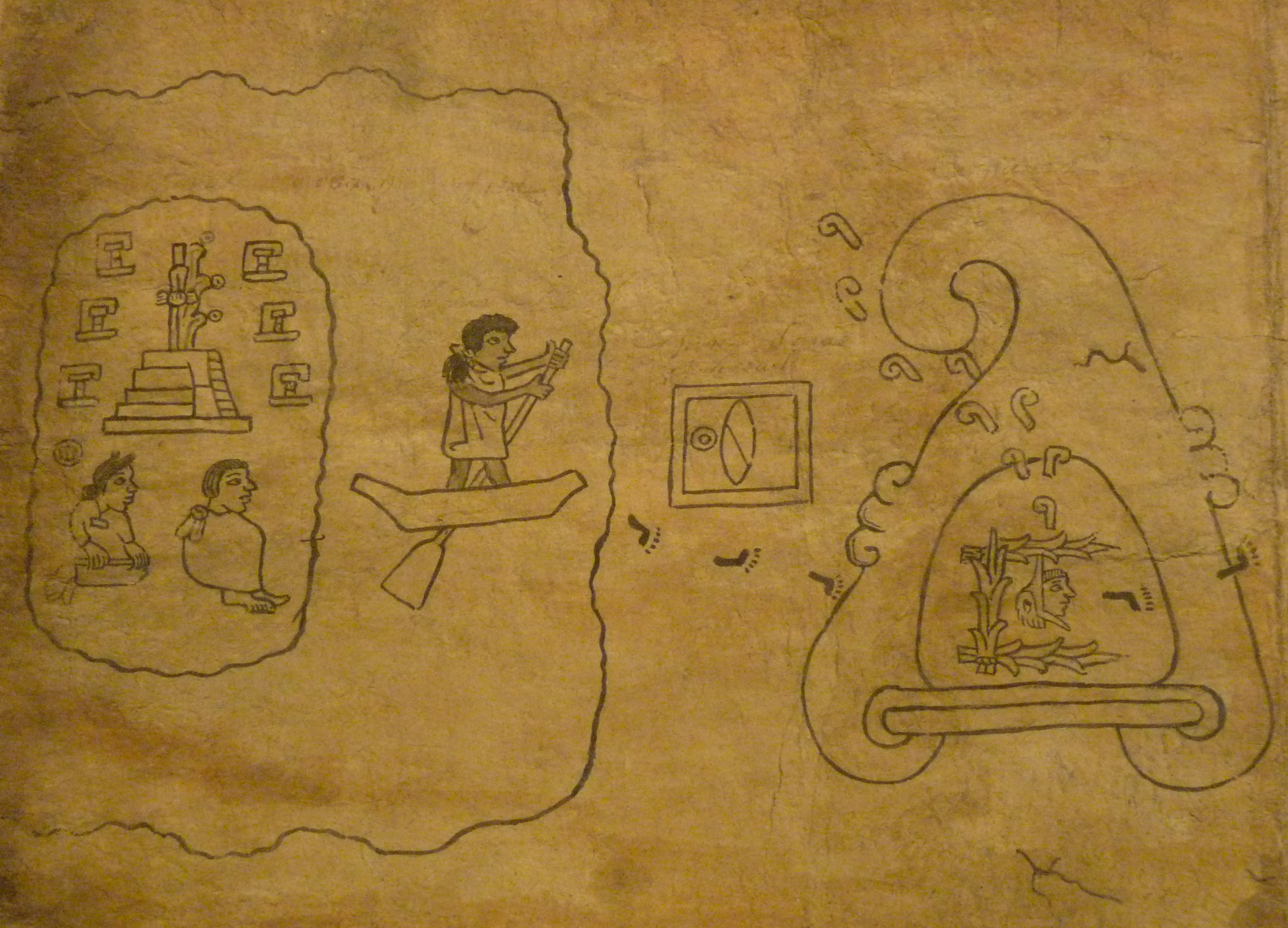

여정의 두루마리(스페인어: Tira de Peregrinación, 띠라 데 뻬레그리나시온)은 아스텍 문명의 고문서이다.

## 개요
여정의 두루마리는 아즈텍 제국의 신화와 역사가 함께 살아있는 실려있는 서사시이다. 아스텍 제국은 멕시코부터 벨리세, 과테말라 및 온두라스를 포함하는 메소아메리카(Mesoamerica)라고 불리는 고대 문명 지역에서 발전했던 원주민들의 마지막 나라였다. 아스떼까는 1521년 스페인에 의해 멸망당하기 전까지 번영했던, 현재의 멕시코시티에 있었던 원주민들의 유일한 제국이었다.
이 고문서는 1746년에 로렌초 보투리니 베나두키(Lorenzo Boturini Benaduchi, 1698(?)∼1755(?)가 수집한 목록(Catálogo del Museo Indiano de Lorenzo Boturini Benaduchi)에서 처음으로 그 존재가 알려졌다. 현재는 멕시코 국립 박물관 도서관에 원본을 보관하고 관람실에서는 복제본을 전시하고 있다. 아스떼까의 그림문자로 작성된 이 고문서는 스페인 사람들이 도착하기 전 멕시코 원주민들의 그림언어의 진수를 볼 수 있는 자료일 뿐 아니라, 신화적이면서도 역사적인 기록을 읽으며 아스떼까 부족의 사고방식과 문화를 이해할 수 있는 가장 귀중한 문서다.